# Wetterauer Ware

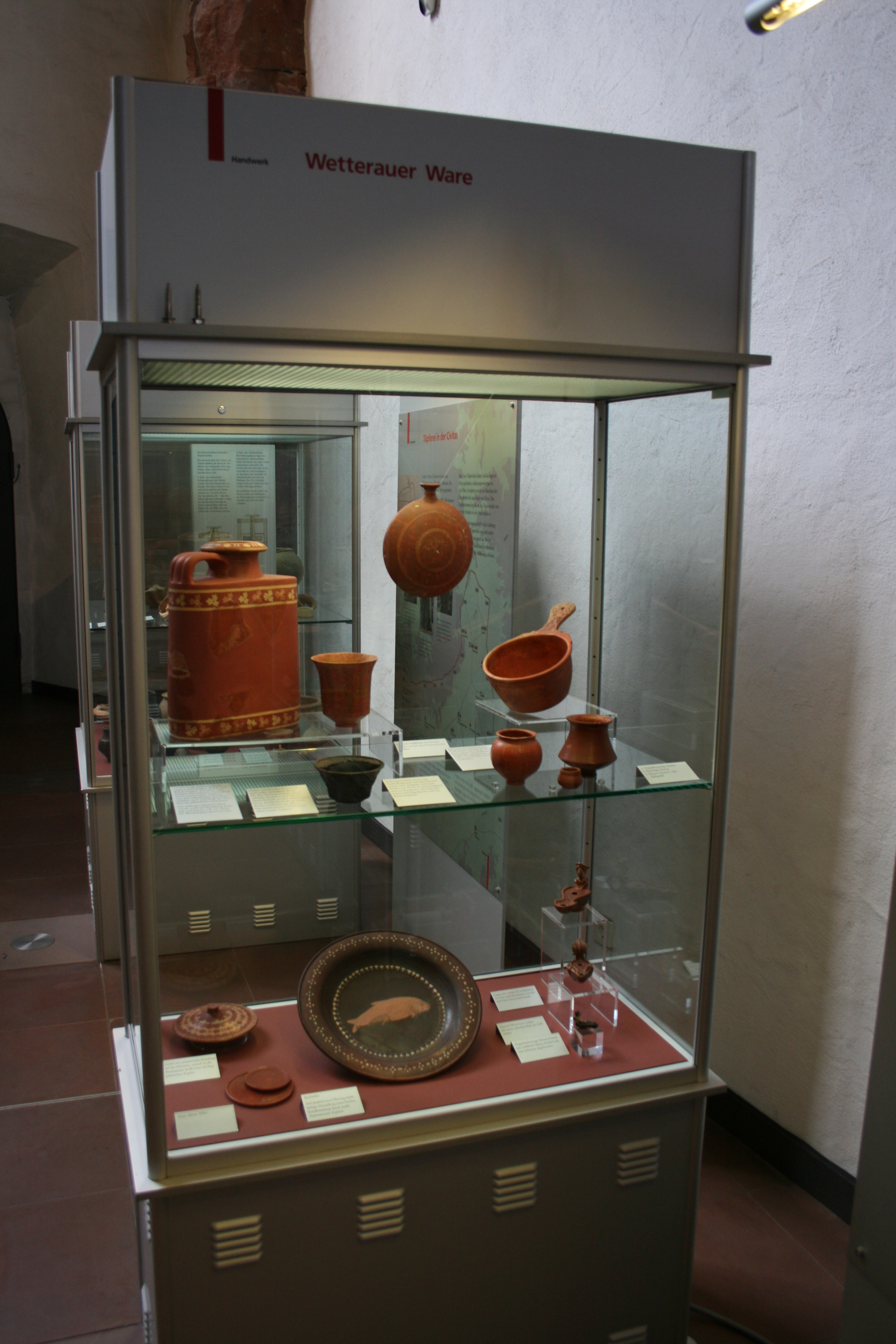
Verschiedene Formen der Wetterauer Ware im Archäologischen Museum Frankfurt.

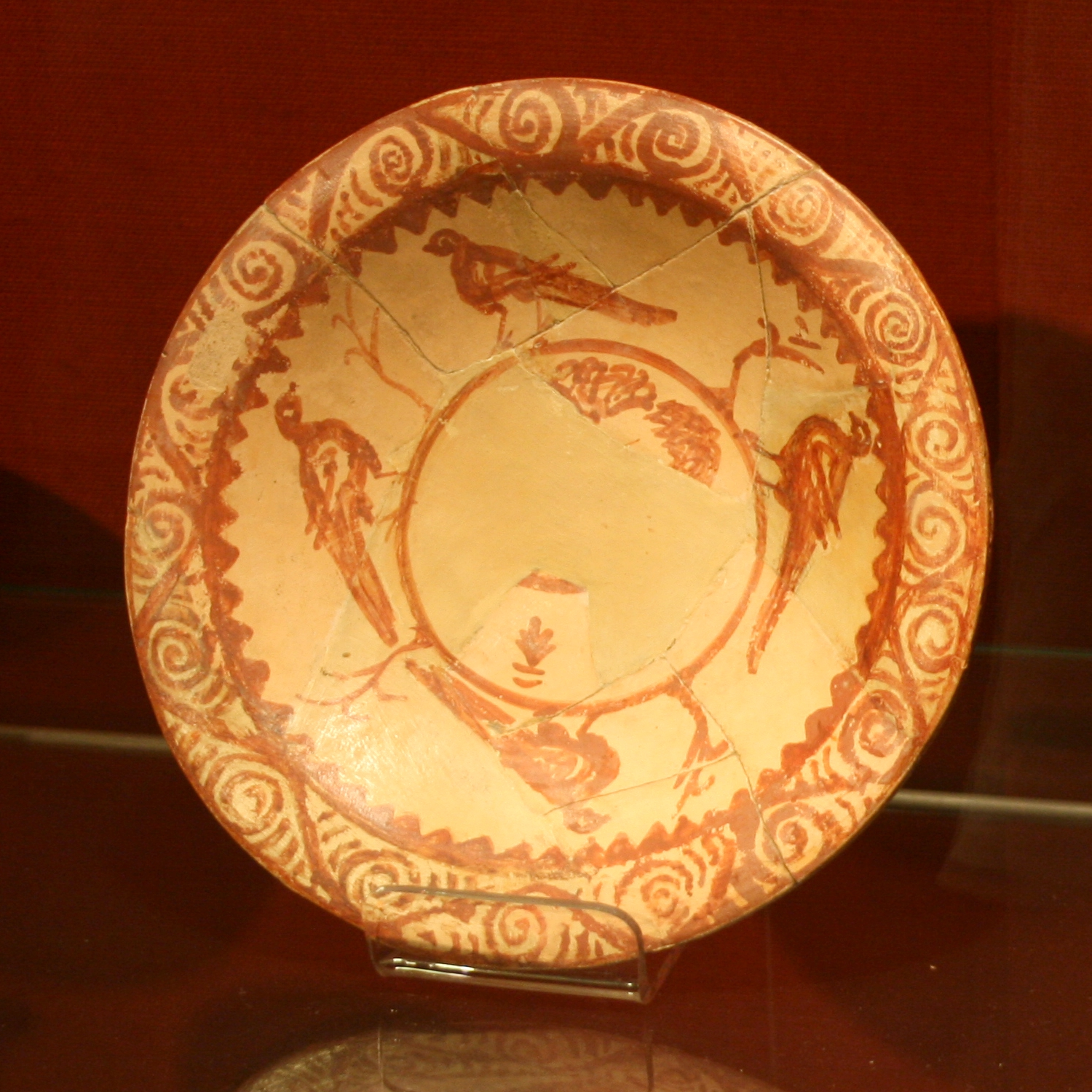
Bemalter Wetterauer Ware-Teller aus dem Kastell Salisberg, ausgestellt im Museum Schloss Steinheim in Hanau.

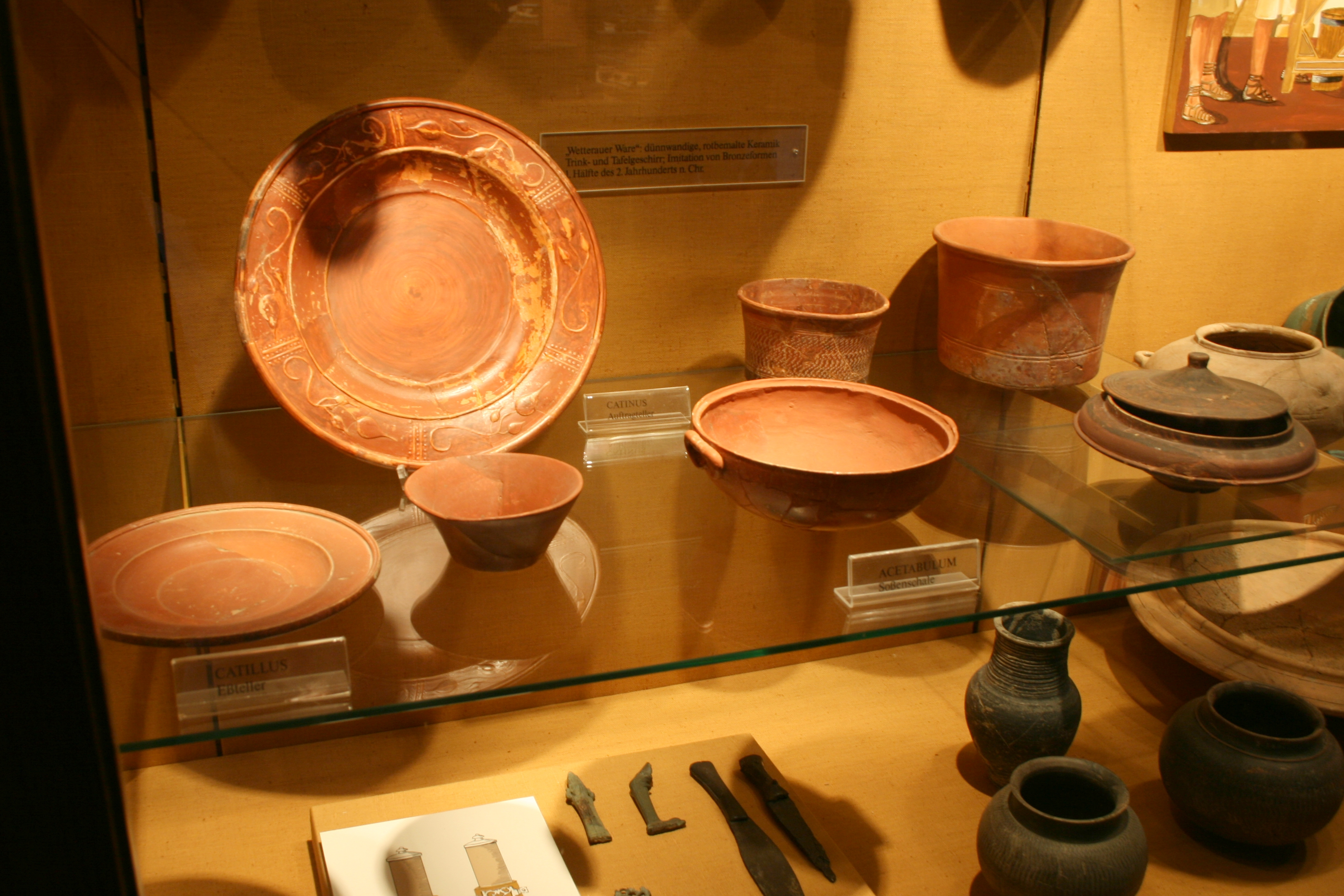
Wetterauer Ware im Saalburgmuseum.

Als Wetterauer Ware (abgekürzt häufig WW) wird eine Keramik bezeichnet, die in der römischen Kaiserzeit im Hinterland des Limes in der südlichen Wetterau (Civitas Taunensium) hergestellt wurde. Wie die ihr nahestehende, in der römischen Welt weitverbreitete Terra Sigillata (TS) imitierte sie Metallgefäße, erreichte allerdings nicht den technischen Standard der TS und auch keine große Verbreitung. Sie gilt als Zeugnis der Romanisierung und Anpassung an römische Lebensart im Grenzland des Römischen Reichs.

## Einordnung und Erforschung
Das im Gegensatz zur Gebrauchskeramik feinere Tischgeschirr besaß in der römischen Kaiserzeit gewöhnlich Glanzton-Überzüge, die aus fein geschlämmtem Ton hergestellt wurden. Neben der Terra Sigillata gehören besonders im Umfeld der Legionsstandorte in Britannien, Germanien und im Donauraum verschiedene marmorierte Waren zum Fundspektrum. Elisabeth Ettlinger  prägte für diese Keramikgattung anhand der Funde aus Vindonissa 1951 den Begriff Legionsgeschirr oder Legionsware. Spätere Untersuchungen aus Großbritannien und den Niederlanden zeigten aber, dass diese Zuordnung fraglich ist.
Die regional im Rhein-Main-Gebiet verbreitete Wetterauer Ware nimmt innerhalb dieser Waren in vielfacher Hinsicht eine Sonderstellung ein. Sie erreicht gegenüber den meisten marmorierten Waren ein wesentlich umfangreicheres Formenspektrum sowie eine größere Vielfalt in den Verzierungen. Die Wetterauer Ware war nicht auf reines Tischgeschirr beschränkt, die Töpfer produzierten auch Lampen, Kultgefäße, Feldflaschen, Siebgefäße und Trichter. Die hohe Qualität der Ware mag dazu beigetragen haben, dass sie zunächst – etwa in der Publikation der Saalburg durch Louis Jacobi 1897 – nicht von der Terra Sigillata unterschieden werden konnte. Georg Wolff erkannte 1899 die zeitlich und räumlich beschränkte Verbreitung der charakteristisch dünnwandigen und bemalten Gefäße. Erst die Dissertation von Karl Bettermann 1934 ermöglichte eine genauere Trennung zwischen Wetterauer Ware und einheimischer marmorierter Ware. Bettermanns Tod im Zweiten Weltkrieg verhinderte aber eine geplante Aufarbeitung der Wetterauer Ware.
Während in der Nachkriegszeit große Baumaßnahmen im Frankfurter Umland für zahlreiche Neufunde sorgten, unter anderem aus den vici von Nida-Heddernheim und Heldenbergen, lag daher keine monographische Aufarbeitung mit Typologie der Formen und Verzierungen vor. Diese erschien erst 1988 mit der Dissertation von Vera Rupp und enthielt eine Untersuchung zur chemischen Zusammensetzung römischer Keramik aus dem Rhein-Main-Gebiet.

## Beschreibung und Herstellungstechnik
Die Farbe des gebrannten Tons variiert meist zwischen orangerot und weinrot. Hellbraune oder beige Tone wurden nur in Ausnahmefällen verwendet, meist wenn man bei grober Marmorierung für einen stärkeren Kontrast sorgen wollte. Der Überzug war wesentlich variantenreicher als bei verwandten Waren und bestand aus verschiedenen Rottönen, bei den bemalten Gefäßen auch weiß und zartes rosa. Im Gegensatz zur TS ist der Überzug wesentlich dicker. Er erscheint nicht glänzend, sondern matt, was vermutlich durch die Verwendung eines weniger fein geschlämmten und dickflüssigeren Tonschlickers verursacht wurde. 
Die Herstellung unterscheidet sich nicht wesentlich von der TS-Herstellung: Herausdrehen auf der Töpferscheibe, Vortrocknen, anschließendes Abdrehen und Überformen. Besonders beim letzten Arbeitsgang erforderten die dünnwandigen Gefäße ein hohes handwerkliches Können. Im nächsten Arbeitsgang konnten Verzierungen aufgebracht werden. Formschüsseln wie bei der Herstellung der Reliefsigillata wurden seltener verwendet, anscheinend gab es Schwierigkeiten mit der Anfertigung. Für die Verzierungen fertigten die Töpfer ihre eigenen Punzen, von denen es aber nur wenige Funde gibt, statt abgeformte TS-Punzen oder Model zu verwenden.
Der Glanztonüberzug konnte durch Auftrag mit Schwamm oder Pinsel entweder geflammt oder marmoriert wirken. Die Wetterauer Ware ist mit Ausnahme einiger dickwandiger Gefäße fast immer sehr hart gebrannt, da andernfalls der Überzug nur schwer haftete. An einigen Fundorten ist das Material durch ungünstige Erhaltungsbedingungen im Boden mehlig-weich, der Glanzton-Überzug reibt sich dann leicht ab.

### Formen
Aktuell sind 175 verschiedene Gefäßformen der WW bekannt. Während man früher lange Zeit glaubte, die WW würde sich auf reines Tafelgeschirr und Lampen beschränken, sind im Fundmaterial Trichter, Siebgefäße, Feld- und sogenannte „Pilgerflaschen“, Töpfe, Deckel, Kultgeschirr und Masken hinzugekommen. Die Herstellung von Bechern, Tellern, Näpfen und Schalen war aber vorrangig und dominiert das Formenspektrum sowie das Fundmaterial. Auffällig häufig sind verschieden flache Teller und Schälchen, die sich zu Gedeck- und Servicekombinationen zusammenstellen ließen. Handwaschgarnituren gehörten ebenfalls zum Repertoire, liegen allerdings nur in einer einzigen Form vor.
Direkte Imitationen von TS-Formen beschränken sich auf wenige in dieser Zeit gebräuchliche Formen. Die Töpfer waren erkennbar nicht bemüht, Metallgefäße originalgetreu zu kopieren, sondern orientierten sich bei den daran angelehnten Formen und dem Dekor am eigenen Können und dem Geschmack der Kunden. Anscheinend hat die Töpferei auch Auftragsarbeiten durchgeführt. Dazu gehört ein Gladiatorenbecher aus Langenhain, ein Athletenkrug aus Heddernheim sowie ein mithrisches Kultgefäß aus Mainz.

### Verzierungen
Übliche Verzierungen sind Barbotine-Schmuck, Ratterdekor, Kerbschnitt, Rillenverzierungen oder eingeritzte Ornamentik. Die teilweise exotischen Gefäßformen und Verzierungen weisen auf eine Herkunft aus griechisch beeinflussten Ländern oder Italien. Die Vorbilder der Verzierungen stammen von TS-Bilderschüsseln, Bildlampen, Votivblechen und der Gefäßtoreutik. Die Barbotine-Verzierungen stehen den sogenannten „Jagdbechern“ der Engobierten Ware nahe, viele Ratter- und Kerbdekore sind in anderen Gefäßkeramiken geläufig.

## Produktion und Verbreitung
Der Herstellungsort der Wetterauer Ware ist nicht mit vollkommener Sicherheit anzugeben, da keine Ofenfunde mit Inhalt oder Töpfereiabfälle vorliegen. Vermutet wurden deshalb die Provinzhauptstadt Mainz (Mogontiacum) oder Nida-Heddernheim. Aus Heddernheim gibt es den Fund eines Models für eine Lampe der Wetterauer Ware. Solche Modelfunde liegen auch von der Militärziegelei in Frankfurt-Nied vor. Grabungen auf dem Ziegeleigelände 1961/62 lieferten neben einer speziellen Art Gebrauchskeramik besonders viel Wetterauer Ware. Deshalb wird der Produktionsort mit hoher Wahrscheinlichkeit in Frankfurt-Nied angenommen. Für Nied spricht auch die chemische Zusammensetzung der Tone, die recht genau den dortigen Ziegeleiprodukten entspricht.
Die Wetterauer Ware wurde seit spätflavischer Zeit produziert, die in technischer Hinsicht versiertesten Stücke stammen aus der 1. Hälfte des 2. Jahrhunderts. Die frühesten Funde liegen aus dem Steinkastell Hofheim, aus Bad Nauheim und dem Kastell Salisberg bei Hanau vor und sind um 100 n. Chr. anzusetzen. Das Ende der Produktion ist schwieriger anzugeben. Eine Kragenschüssel der Gattung stammt aus dem bekannten Heddernheimer Malergrab; weitere Funde aus dem Kastell Altenstadt (Periode 4) und einem Erdkeller aus dem Vicus des Kastells Ober-Florstadt belegen, dass sie in der Mitte des 2. Jahrhunderts noch in Gebrauch war. Allerdings kommt sie nicht mehr vor im Steinkastell der Saalburg (um 135/139) sowie in Periode IIB in Heddernheim (nach 140). Somit ist ein Produktionsende in späthadrianischer oder frühantoninischer Zeit anzunehmen. Die Produktionsdauer dürfte etwa 30 bis 40 Jahre betragen haben.
Die Verbreitung beschränkt sich auf lokale Märkte wie Nida-Heddernheim, Wiesbaden und die Saalburg. In den Kastellen des Wetterau-Limes scheint sie nur eine untergeordnete Bedeutung besessen zu haben. In zivilem Kontext findet sie sich im Fundbestand vieler vici und villae rusticae der Wetterau, des Rhein-Main-Gebietes und des heutigen Südhessen. Einzelfunde dürften eher durch ihren Besitzer als durch regulären Handel in entferntere Gebiete gelangt sein. Dazu gehören Stücke aus Nijmegen, Woerden, Heidelberg, Offenau und Heilbronn-Böckingen.
Aufgrund der meist dünnwandigen Gefäße sind die Funde üblicherweise stark fragmentiert. Als Grabbeigabe hat die Wetterauer Ware keine besondere Rolle gespielt, weshalb die Zahl vollständig erhaltener Gefäße sehr gering ist. Etwa 2500 Gefäße sind bis zum Erscheinen der Dissertation von V. Rupp 1988 gefunden worden, seitdem mag noch eine überschaubare Anzahl hinzugekommen sein. Geht man davon aus, dass nur 5–10 % des Ausstoßes der Töpferei gefunden wurden, läge die gesamte Produktion bei 25000 bis 50000 Gefäßen. Verglichen mit der Produktion der großen TS-Manufakturen ist das verschwindend gering. Es ist davon auszugehen, dass die WW gezielt die Kundenwünsche eines lokalen Marktes bediente. Mit der Verlagerung der Sigillata-Produktion in die großen rheinländischen Manufakturen von Trier (Augusta Treverorum) und Rheinzabern (Tabernae) im 2. Jahrhundert n. Chr. könnte sich diese Marktnische geschlossen haben. Da über den Töpfereibetrieb wenig bekannt ist, können aber ebenso private Gründe für die Schließung der Manufaktur vorliegen.